# وداد الكيلاني
وداد الكيلاني (15 جوان 1982) لاعبة كرة يد تونسية.

## مواضيع ذات صلة
منتخب تونس لكرة اليد للسيدات